# 太陽熱エネルギー
太陽熱エネルギー（たいようねつ－、Solar Thermal Energy）とは、太陽光のエネルギーが熱に変換された状態、もしくは熱の形を経由する太陽エネルギーの利用形態の総称である。再生可能エネルギーの一種であり、蓄熱が比較的容易で、利用形態が多様なのが特徴である。

## 発電への利用
集熱器を用いて太陽光を熱に変換し、熱せられた空気や蒸気を用いてタービンを回して発電する。直射日光の多い広い土地を必要とするが、蓄熱できるため連続運転が可能な特徴を有する。

## 熱としての利用

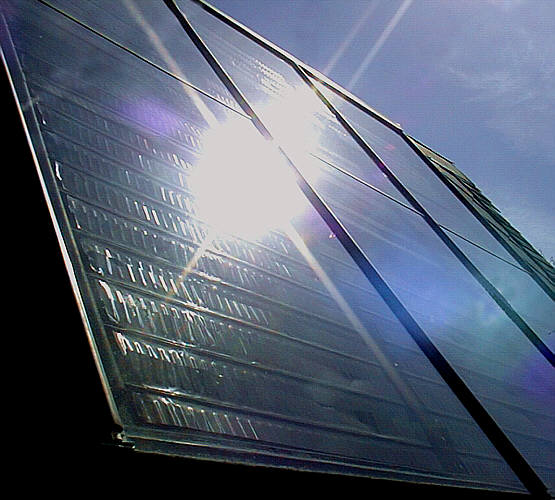
太陽熱の集熱パネル

熱としての利用には、下記のように多彩な利用形態がある。
太陽熱利用は、最も古くから用いられてきた太陽エネルギーの利用形態である。一般にエネルギーを熱に変換するのは容易であるため、太陽熱は太陽光のエネルギーを高効率に利用できる長所を持つ。また、蓄熱することでエネルギーを貯蔵しておき、必要な分だけを取り出して利用しやすいのも長所である。利用形態は下記のように多彩である。
- アクティブ利用
  - 太陽熱温水器（ソーラーシステム）…加熱した水を暖房や給湯に利用する。
  - 太陽水殺菌…太陽光エネルギーを利用しバクテリア、ウイルス、原虫、ワームなどによって生物学的に汚染された水を安全に飲めるようにする方法
  - ソーラーヒートポンプ…低沸点の冷媒を蒸発させて動力として利用し、ヒートポンプを駆動して冷暖房などに用いる。
  - ソーラーハウス…上記のソーラーシステムなどを用いた住宅を指す。パッシブな場合もある。
  - ソーラーウォール…建物の外壁に集熱器を取り付け、暖房や換気などに利用する[3]。構造が単純なのが特徴。
- パッシブ利用
  - ビニールハウス、温室…自然に入射する太陽光で室内を暖める。
  - ソーラーポンド…大きな塩水の人工池を造って周囲を断熱し、太陽熱を蓄熱する方式。低温レベルの熱を大量に蓄積できるのが特徴。
  - 太陽炉、ソーラークッカー…太陽光を鏡などで集光し、集光点に加熱対象を置いて利用する。